# Батарейная (бухта)
Батаре́йная — бухта на севере Охотского моря в Тауйской губе на юго-востоке полуострова Старицкого. Вдаётся в материк между мысом Восточный на севере и безымянным мысом на юго-западе.

## География
В северной части отделена от бухты Весёлая мысом Восточный. Рядом с мысом находятся острова Три Брата. В южной части в бухту впадает безымянный ручей.

## История
На берегу бухты обнаружена стоянка древнего человека, который жил здесь в VII веке до н. э.
Южнее бухты, на мысе Ольский, расположена заброшенная военная база, на которой сохранились артиллерийские орудия, установленные в 1940 году в связи с угрозой вторжения японских войск с моря. В честь батареи морской артиллерии № 401 бухта и получила название.